# مصدق حسین
مصدق حسین (انگلیسی: Musaddiq Hussain؛ زادهٔ ۱۷ آوریل ۱۹۶۸) بازیکن هاکی روی چمن اهل پاکستان است.